# Johann Muschik
Johann Muschik (* 20. August 1911 in Wien; † 2. Oktober 1979 ebenda) war ein einflussreicher österreichischer Kunstkritiker der ersten Jahrzehnte nach 1945 und prägte den Begriff Wiener Schule des Phantastischen Realismus für diese kunstgeschichtliche Strömung.

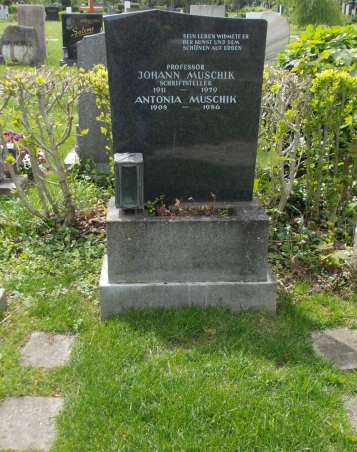
Grabstätte von Johann Muschik

## Leben
Muschik, der aus einfachen Verhältnissen stammte, erwarb sich als ehrgeiziger und bildungsbeflissener Autodidakt schon als junger Mann vielseitige Kenntnisse und war unter anderem befreundet mit Otto Basil. Im Zweiten Weltkrieg und unmittelbar nach dem Krieg war er als Funker tätig (unter anderem bei Radio Austria). Seine publizistische Tätigkeit begann Muschik im Rahmen des von der KPÖ gegründeten und finanzierten Wiener Tagebuchs. 
Muschiks einflussreiche Wortprägung versuchte deshalb auch für die von ihm geschätzte, mit altmeisterlicher Technik arbeitende Malergruppe (Arik Brauer, Ernst Fuchs, Rudolf Hausner, Wolfgang Hutter, Anton Lehmden) das in der Kunstdoktrin des Stalinismus erforderliche Prädikat des Realismus in Anspruch zu nehmen und eine Einordnung in den aus politischen Gründen offiziell abgelehnten Surrealismus zu vermeiden. Muschik löste sich nach dem ungarischen Volksaufstand von 1956 von der KPÖ und schrieb in der Folge hauptsächlich im Kurier, der glücklich gewählte Begriff blieb aber als Markenzeichen der Malergruppe erhalten und erreichte in den 1970er-Jahren höchste Popularität.
Muschik war im Übrigen ein ernster, geradezu tragisch umwitterter Mensch, dessen auftrumpfendes Auftreten und manische Beredsamkeit offenbar Resultat innerer Unsicherheit waren. Er unternahm in jungen Jahren einen Selbstmordversuch (Fenstersprung) angeblich deshalb, weil er daran verzweifelte, den von ihm angestrebten „großen österreichischen Roman“ zu Wege zu bringen. Auffällig ist der Wandel seines Stils von den frühen, opulent formulierten Aufsätzen zu den extrem verknappten, telegrammstilartigen Formulierungen seiner späten Texte. 
Muschik wurde der Professorentitel verliehen, und er erhielt ein ehrenhalber gewidmetes Grab der Stadt Wien auf dem Wiener Zentralfriedhof (Gruppe 40, Nummer 134). Er war ab 1968 Mitglied der Freimaurerloge Hiram.

## Werke (Auswahl)
- Österreichische Plastik seit 1945. Wien 1966
- Alfred Hrdlicka. Drei Zyklen. Wien 1968
- Die Wiener Schule des phantastischen Realismus. München 1974